# Wadi Shah
El Wadi Shah (en árabe: وادي شاه‎, romanizado: Wādī Shāh) también conocido como Wadi Shehah (en árabe: وادي شحة‎), es un valle o río seco, con caudal efímero o intermitente, que fluye casi exclusivamente durante la temporada de lluvias, situado al noreste de los Emiratos Árabes Unidos, en el Emirato de Ras al Jaima.
Es afluente, por la derecha, del Wadi Bih / Wādī Al-Bayḥ (en árabe: وَادِي ٱلْبَيْح‎), y se forma a partir de la confluencia de sus dos principales afluentes: el Wadi Jib y el Wadi Arus, aproximadamente en el punto de coordenadas 25°53'58.3"N 56°08'28.2"E.
Un kilómetro al oeste de este punto, situado en la vertiente oriental del Jabal Rahabah, en una zona que actualmente se denomina Ghazla, estuvo asentado el histórico poblado de Shah (Shāh) , del que todavía se conservan algunos de sus bancales, apriscos y otras construcciones de piedra, diseminados junto a un pequeño wadi que también lleva su nombre.

## Recorrido

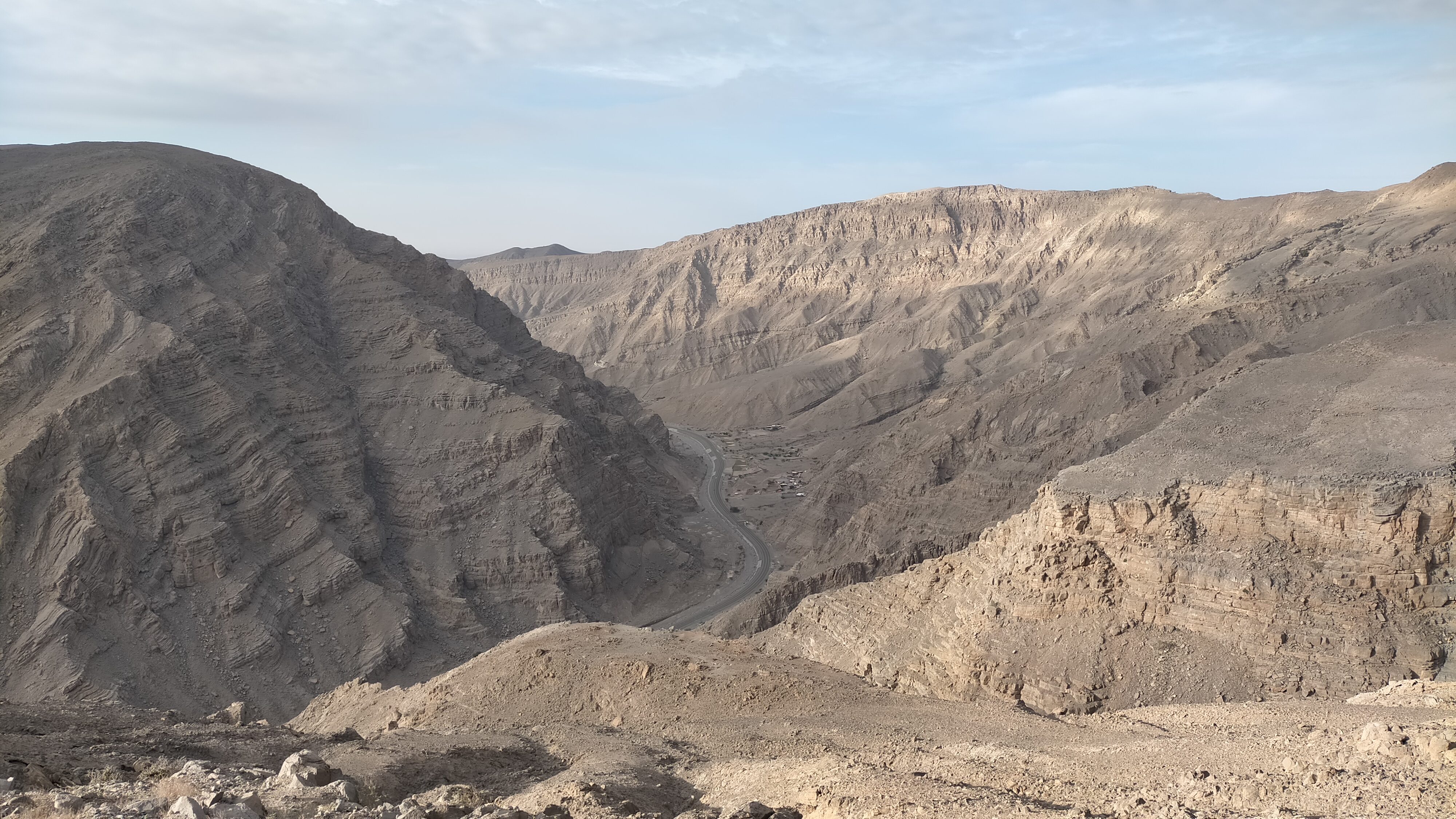
Profundo desfiladero del Wadi Shah. Otra vista desde la zona del antiguo asentamiento de Shah

En los primeros cinco kilómetros de su recorrido, el Wadi Shah sigue inicialmente un trazado de norte a suroeste, hasta el punto de desembocadura del Wadi Al Far, pequeño afluente por la izquierda, en donde realiza un giro de 90° hacia el oeste, y después hacia el sur, abriéndose paso por el fondo del valle, a través de un estrecho, profundo e impresionante desfiladero, flanqueado por la derecha por la vertiente norte del Jabal Rahabah y por la vertiente este del Jabal ar Rahrah Ridge, que alberga entre otros puntos de interés, una popular zona de escalada en roca.
En la actualidad, buena parte de ese desfiladero está ocupado por la nueva carretera Jais Road, construida entre 2010 y 2019, que ocasionó un considerable impacto ambiental y daños irreparables al entorno natural, especialmente en las vertientes meridionales del Jabal Rahabah, Jabal Ar Rahrah y numerosos pequeños wadis y barrancos afluentes del Wadi Jib y del Wadi Shah.
Desde ese mismo flanco derecho de la cresta montañosa, coronada entre otras cimas por el Jabal Naqat (900 m.), descienden pequeños wadis y múltiples barrancos y torrenteras, que en época de lluvias aportan también un caudal significativo al Wadi Shah. 
Entre esos pequeños wadis de la margen derecha, destaca el Wadi Naqat, que fluye un kilómetro al noroeste de la aldea y zona de cultivo de Sal Dhayah, y que no es afluente ni subafluente del Wadi Haqil, como erróneamente se acostumbra a creer, sino del Wadi Shah. 
A medida que el wadi va saliendo del desfiladero, en un terreno que tiene ya muy escasa pendiente, su cauce se ensancha considerablemente produciendo los habituales arroyos trenzados característicos de los lechos con deficiencia de agua y abundancia de sedimentos, facilitando la instalación de pequeñas granjas y residencias que salpican todo el valle, aún a costa de sufrir inundaciones ocasionales a causa de las lluvias torrenciales.
A escasa distancia de su desembocadura en el Wadi Bih, el Shah recibe la aportación de sus dos últimos afluentes: por la izquierda el Wadi Mayy, y por la derecha, el Wadi Shisah.

## Toponimia

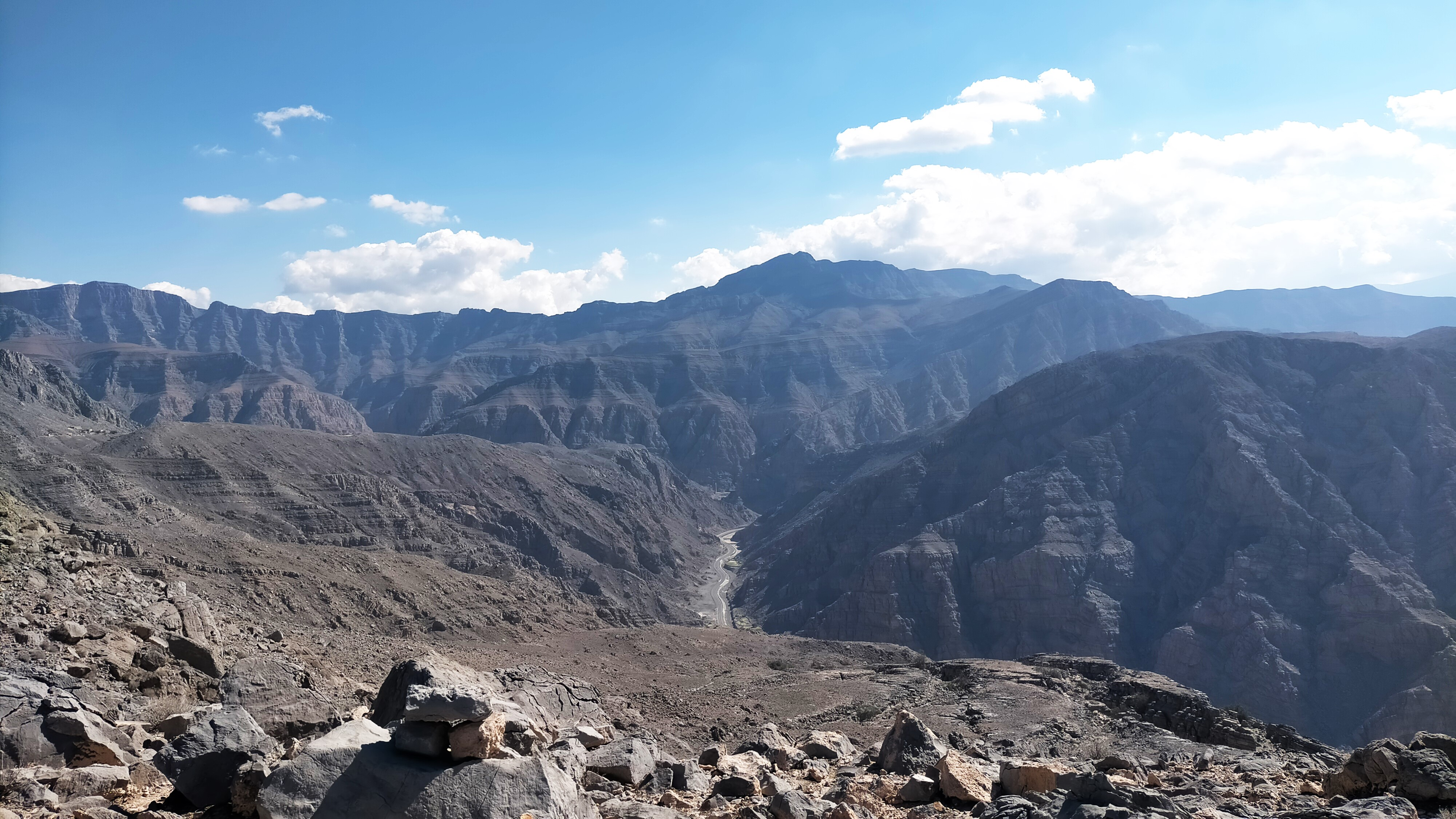
Vista del Wadi Shah desde el Jabal ar Rahrah Ridge

Nombres alternativos: Wadi Shah, Wādī Shāh, Wadi Shehah, Wadi Shehha, Wadi Shaha, Wādī Shaḩḩah, وادي شاه.
Los nombres de este wadi y sus principales afluentes quedaron registrados en la documentación y mapas elaborados entre 1950 y 1960 por el arabista, cartógrafo, militar y diplomático británico Julian F. Walker, durante los trabajos efectuados para el establecimiento de fronteras entre los entonces denominados Estados de la Tregua, completados posteriormente por el Ministerio de Defensa del Reino Unido, en mapas a escala 1:100.000 publicados en 1971.
También consta, con la grafía Wādī Shaḩḩah, en el Atlas Nacional de los Emiratos Árabes Unidos.
Dado que la extensa subcuenca hidrográfica (72,06 km²), que incluye no sólo el propio Wadi Shah, sino también a todos sus afluentes, tiene la misma denominación que el wadi, y que esta misma denominación se utiliza también a efectos postales y administrativos, está muy extendido entre sus habitantes el error de considerar que este es el único topónimo que corresponde a los diferentes wadis y núcleos de población de la región, ignorando frecuentemente el nombre real de cada uno de estos lugares.

## Población

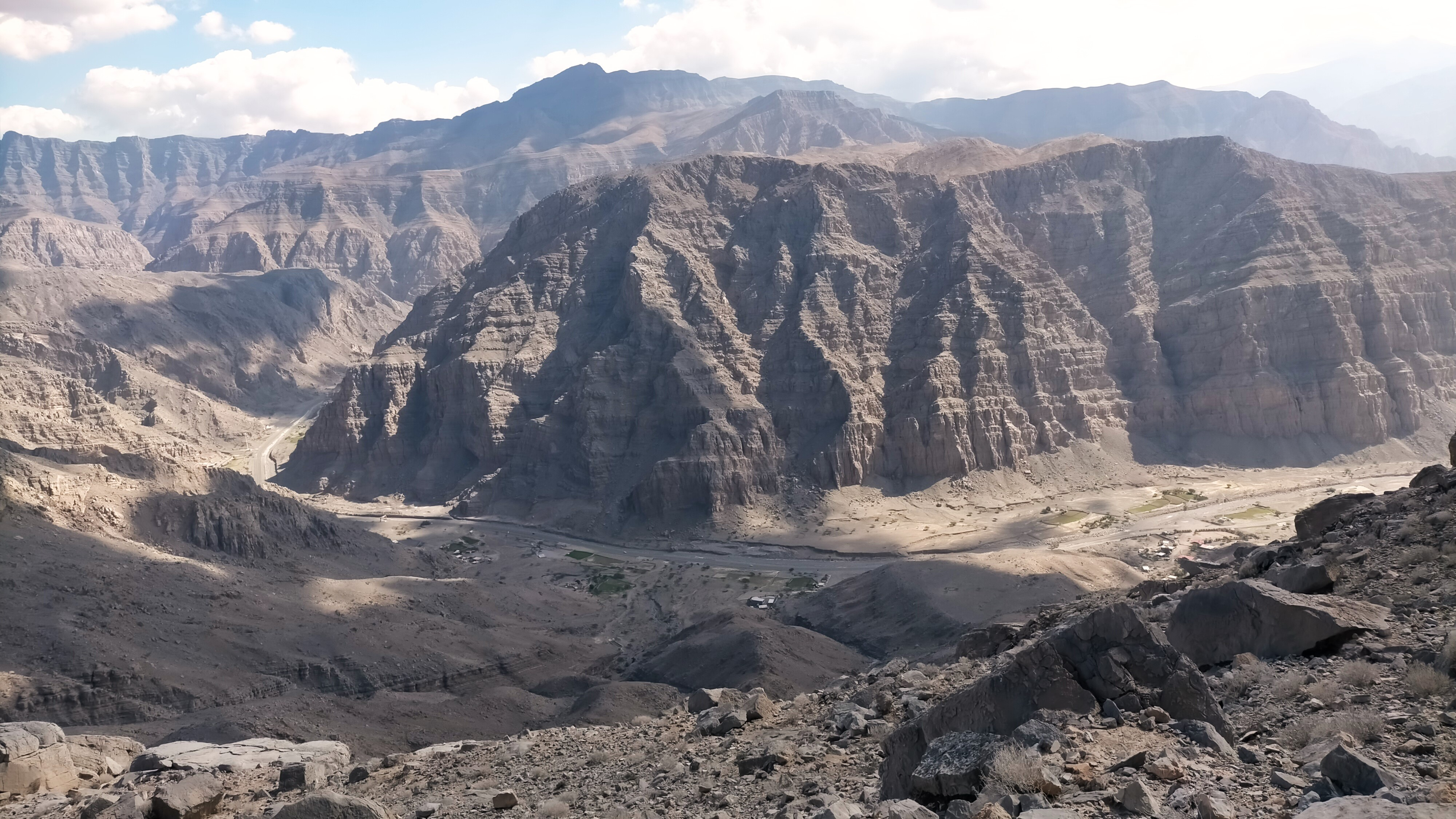
El Wadi Shah con el Jabal Yabanah y el Jabal Ghabbas al fondo

El conjunto de la cuenca hidrográfica del Wadi Shah estuvo poblada históricamente por la tribu seminómada Shihuh, secciones de Bani Shatair (en árabe: بني شطير‎) y Bani Hadiyah (en árabe: بني هدية‎), repartidas en las zonas tribales de Bani Idaid y Qaiyaisha, con algunos asentamientos Bani Shumayli (Bani Shimaili),, que no se consideraba Shihuh, en la zona suroeste, próxima a los wadis Naqat, Shisah y Haqil.